# Sgùrr nan Gillean
Sgùrr nan Gillean är ett berg i Storbritannien.   Det ligger i kommunen Highland och riksdelen Skottland, i den nordvästra delen av landet, 700 km nordväst om huvudstaden London. Toppen på Sgùrr nan Gillean är 964 meter över havet. Sgùrr nan Gillean ligger på ön Skye. Det ingår i Cuillin Hills.
Terrängen runt Sgùrr nan Gillean är huvudsakligen kuperad.